# Community Shield 2003
La Community Shield 2003 fue la edición Nº 81 de la competición, fue disputada entre el campeón de la Premier League 2002/03, el Manchester United y el campeón de la FA Cup 2002-03, el Arsenal.
El partido se disputó el 10 de agosto de 2003, en el Millennium Stadium (debido a las obras en el nuevo Wembley) ante 59.923 espectadores.
El encuentro finalizó 1-1 y se decidió por penales con un resultado de 3-4, así el título se lo adjudicó el Manchester United consiguiendo su trofeo nº 15 en esta competición inglesa.

## Community Shield 2003

### Equipos
| Manchester United |  | Bandera de Inglaterra |  | Campeón de la Premier League (2002/03) |
| Arsenal           |  | Bandera de Inglaterra |  | Campeón de la FA Cup (2002-03)         |

### Partido
| ARSENAL:      |    |                          |     |     |
|               |    |                          |     |     |
| POR           | 1  | Jens Lehmann             |     |     |
| DEF           | 12 | Lauren                   |     |     |
| DEF           | 28 | Kolo Touré               |     |     |
| DEF           | 23 | Sol Campbell             |     |     |
| DEF           | 3  | Ashley Cole              | 2'  |     |
| MED           | 15 | Ray Parlour              |     | 45' |
| MED           | 4  | Patrick Vieira           |     | 52' |
| MED           | 19 | Gilberto Silva           |     | 60' |
| MED           | 8  | Fredrik Ljungberg        |     | 65' |
| DEL           | 10 | Dennis Bergkamp          |     | 60' |
| DEL           | 14 | Thierry Henry            |     | 45' |
| Banquillo:    |    |                          |     |     |
| MED           | 7  | Robert Pirès             |     | 45' |
| MED           | 16 | Giovanni van Bronckhorst |     | 65' |
| MED           | 17 | Edu                      |     | 60' |
| DEL           | 9  | Francis Jeffers          | 72' | 60' |
| DEL           | 11 | Sylvain Wiltord          |     | 45' |
| Entrenador:   |    |                          |     |     |
| Arsène Wenger |    |                          |     |     |

| MANCHESTER UNITED |    |                     |     |     |
|                   |    |                     |     |     |
| POR               | 14 | Tim Howard          |     |     |
| DEF               | 3  | Phil Neville        | 1'  | 78' |
| DEF               | 5  | Rio Ferdinand       |     |     |
| DEF               | 16 | Roy Keane           |     |     |
| DEF               | 27 | Mikaël Silvestre    |     |     |
| MED               | 20 | Ole Gunnar Solskjær |     |     |
| MED               | 8  | Nicky Butt          |     | 61' |
| MED               | 25 | Quinton Fortune     | 59' | 69' |
| MED               | 11 | Ryan Giggs          |     |     |
| DEL               | 18 | Paul Scholes        | 53' |     |
| DEL               | 10 | Ruud van Nistelrooy |     |     |
| Banquillo:        |    |                     |     |     |
| DEF               | 22 | John O'Shea         |     | 69' |
| MED               | 19 | Eric Djemba-Djemba  |     | 61' |
| DEL               | 21 | Diego Forlán        |     | 78' |
| Entrenador:       |    |                     |     |     |
| Sir Alex Ferguson |    |                     |     |     |

|  | 20' | Thierry Henry | 1-1 |

|  | 15' | Mikaël Silvestre | 0-1 |

| Edu                      |  | Acierto de penal       |
| Giovanni Van Bronckhorst |  | Fallo de penal (saved) |
| Sylvain Wiltord          |  | Acierto de penal       |
| Lauren                   |  | Acierto de penal       |
| Robert Pirès             |  | Fallo de penal (saved) |

|  | Acierto de penal       | Paul Scholes        |
|  | Acierto de penal       | Rio Ferdinand       |
|  | Fallo de penal (saved) | Ruud Van Nistelrooy |
|  | Acierto de penal       | Ole Gunnar Solskjær |
|  | Acierto de penal       | Diego Forlán        |

| ARSENAL:      |    |                          |     |     |
|               |    |                          |     |     |
| POR           | 1  | Jens Lehmann             |     |     |
| DEF           | 12 | Lauren                   |     |     |
| DEF           | 28 | Kolo Touré               |     |     |
| DEF           | 23 | Sol Campbell             |     |     |
| DEF           | 3  | Ashley Cole              | 2'  |     |
| MED           | 15 | Ray Parlour              |     | 45' |
| MED           | 4  | Patrick Vieira           |     | 52' |
| MED           | 19 | Gilberto Silva           |     | 60' |
| MED           | 8  | Fredrik Ljungberg        |     | 65' |
| DEL           | 10 | Dennis Bergkamp          |     | 60' |
| DEL           | 14 | Thierry Henry            |     | 45' |
| Banquillo:    |    |                          |     |     |
| MED           | 7  | Robert Pirès             |     | 45' |
| MED           | 16 | Giovanni van Bronckhorst |     | 65' |
| MED           | 17 | Edu                      |     | 60' |
| DEL           | 9  | Francis Jeffers          | 72' | 60' |
| DEL           | 11 | Sylvain Wiltord          |     | 45' |
| Entrenador:   |    |                          |     |     |
| Arsène Wenger |    |                          |     |     |

| MANCHESTER UNITED |    |                     |     |     |
|                   |    |                     |     |     |
| POR               | 14 | Tim Howard          |     |     |
| DEF               | 3  | Phil Neville        | 1'  | 78' |
| DEF               | 5  | Rio Ferdinand       |     |     |
| DEF               | 16 | Roy Keane           |     |     |
| DEF               | 27 | Mikaël Silvestre    |     |     |
| MED               | 20 | Ole Gunnar Solskjær |     |     |
| MED               | 8  | Nicky Butt          |     | 61' |
| MED               | 25 | Quinton Fortune     | 59' | 69' |
| MED               | 11 | Ryan Giggs          |     |     |
| DEL               | 18 | Paul Scholes        | 53' |     |
| DEL               | 10 | Ruud van Nistelrooy |     |     |
| Banquillo:        |    |                     |     |     |
| DEF               | 22 | John O'Shea         |     | 69' |
| MED               | 19 | Eric Djemba-Djemba  |     | 61' |
| DEL               | 21 | Diego Forlán        |     | 78' |
| Entrenador:       |    |                     |     |     |
| Sir Alex Ferguson |    |                     |     |     |

|  | 20' | Thierry Henry | 1-1 |

|  | 15' | Mikaël Silvestre | 0-1 |

| Edu                      |  | Acierto de penal       |
| Giovanni Van Bronckhorst |  | Fallo de penal (saved) |
| Sylvain Wiltord          |  | Acierto de penal       |
| Lauren                   |  | Acierto de penal       |
| Robert Pirès             |  | Fallo de penal (saved) |

|  | Acierto de penal       | Paul Scholes        |
|  | Acierto de penal       | Rio Ferdinand       |
|  | Fallo de penal (saved) | Ruud Van Nistelrooy |
|  | Acierto de penal       | Ole Gunnar Solskjær |
|  | Acierto de penal       | Diego Forlán        |

| Campeón Community Shield 2003 |
| ----------------------------- |
| Manchester United 15º título  |

| Predecesor: Community Shield 2002 | Community Shield 2003 | Sucesor: Community Shield 2004 |